# Bruzio (olio)
L'olio d'oliva Bruzio è un prodotto a denominazione di origine protetta (D.O.P.), secondo la norma europea del regolamento CEE 2081/92 ed il riconoscimento del regolamento CE n.1065/97. Solo l'olio d'oliva prodotto secondo le regole raccolte nel Disciplinare di produzione può fregiarsi del marchio.

## Caratteristiche
Queste le caratteristiche dell'olio d'oliva extravergine Bruzio: sapore e odore fruttato, colore verde con lievi riflessi tendenti al giallo, acidità massima dello 0,80%.

## Produzione
L'olio Bruzio viene prodotto mediante la spremitura di olive sane, raccolte nei territori meridionali della provincia di Cosenza. Per tale operazione sono ammessi dal decreto solamente processi fisici e meccanici che conservino il più possibile le caratteristiche originarie del frutto. I passaggi del sistema produttivo, seguenti alla raccolta (che deve avvenire in tempi brevi al giusto grado di maturazione), sono: selezione dei frutti sani, lavaggio, defoliazione, eliminazione dei corpi estranei, molitura, gramolazione e separazione.

## Conservazione
La conservazione del Bruzio deve avvenire in luoghi freschi e asciutti, lontani da fonti di calore. Anche la temperatura deve essere controllata, rimanendo compresa fra i 14 e i 20 °C. In queste condizioni il prodotto può mantenere le sue qualità inalterate per oltre 36 mesi. Le basse temperature possono infatti portare l'olio al congelamento: in tal caso è preferibile non consumare più il prodotto, poiché - anche se riportato allo stato liquido - avrà perso le sue caratteristiche organolettiche e non giova alla salute umana.

## Utilizzo
L'olio d'oliva Bruzio può venire utilizzato prevalentemente per accompagnare grigliate di pesce o verdute bollite, oltre che piatti tradizionali della cucina calabrese.